# Сарматы
Сарма́ты (др.-греч. Σαρμάται, лат. Sarmatae) — древний народ, состоявший из кочевых ираноязычных племён, с IV века до н. э. по первые века н. э. населявших степную полосу Евразии от Дуная до Аральского моря (территория современных Украины, России и Казахстана).
По мнению исследователей, сарматы под именем «савроматы» впервые упоминаются Геродотом (V век до н. э.), который сообщал: «Если перейти реку Танаис (совр. Дон), то там уже не скифская земля, но область савроматов». По мнению Н. Лысенко, со времени составления карты мира Марка Випсания Агриппы (I в. до н. э.) этнонимы «савроматы» и «сарматы» употреблялись как синонимы.
Античными авторами к сарматам причислялись: аорсы, языги, сираки, аланы, роксоланы, саки.

## История

### Ранняя история
Этногенез сарматов связывают с раннесарматской культурой и относят к IV—III вв. до н. э., когда родственные скифам кочевники из предгорий Южного Урала мигрировали на юго-запад, заняв территорию савроматов между низовьями Волги и Дона.
Диодор Сицилийский сообщает о переселении скифами савроматов из Мидии к реке Танаис. Плиний также утверждал, что сарматы родственны мидийцам.
Геродот сообщал, что сарматы происходят от амазонок, которые выходили замуж за скифских юношей, переселившихся вместе с жёнами «к востоку от Танаиса на расстояние трёх дней пути в направлении северного ветра».
Однако, говоря о происхождении самих скифов, Геродот сообщал, что «скифы-кочевники», жившие в Азии, были вытеснены массагетами и, «перейдя реку Аракс, ушли в Киммерийскую землю», при этом неуверенно причисляя самих массагетов к тем же скифам. Также Геродот сообщал, что язык у «савроматов» скифский, «но говорят на нём издавна с ошибками». Во время вторжения Дария I в Скифию сарматы поддержали скифов и составляли часть войска скифских царей.
Имеется и другая версия о происхождении названия «сарматы». И. Маркварт сближал его с именем одного из сыновей Траэтаоны, Сайриме, героя авестийской истории о трёх братьях Сайриме, Туре и Арьи. Фирдоуси в «Шахнаме» пишет, что во владения Сальму (Сайриме) достался «Запад», Туру — Чин и Туран, а Иреджу (Арьи) — Иран.

### Завоевание Скифии
В V—IV веках до н. э. сарматы были мирными соседями Скифии. Скифские купцы, направляясь в восточные страны, свободно проходили через сарматские земли. В войне с персами сарматы были надёжными союзниками скифов. Во времена Атея союзнические отношения сохранялись, сарматские отряды состояли на службе в войске и при дворе скифского царя. Отдельные группы сарматов селились на территории Европейской Скифии.
В конце IV века до н. э. ситуация изменилась. Скифы потерпели поражение от правителя Фракии Лисимаха, фракийцы и кельтские племена галатов теснили скифов с запада. Следствием неудачных войн был упадок хозяйства и отпадение от Скифии части завоёванных прежде земель и племён. Вслед за ослаблением Скифского царства дружественные отношения его с сарматами сменились в III веке до н. э. конфликтом и наступлением агрессивных и воинственных молодых сарматских союзов на Скифию.
В известном рассказе Лукиана «Токсарис, или Дружба» скифы Дан-дамис и Амизок испытывают свою верность дружбе в тяжёлых событиях сарматского нашествия. «Пришли на нашу землю савроматы в числе десяти тысяч всадников, пеших же, говорили, пришло в три раза больше. Так как они напали на людей, не ожидавших их прихода, то и обратили всех в бегство, что обыкновенно бывает в таких случаях; многих из способных носить оружие они убили, других увели живьем, кроме тех, которые успели переплыть на другой берег реки, где у нас находилась половина кочевья и часть повозок… Тотчас же савроматы начали сгонять добычу, собирать толпой пленных, грабить шатры, овладели большим числом повозок со всеми, кто в них находился.».
Постоянные набеги и постепенный захват сарматами скифской территории завершились массовым переселением сарматских племён в Северное Причерноморье.
Помпоний Мела в своём описании использовал сведения римской морской экспедиции, достигшей Ютландии в 5 году н. э. Из всех германских племён только гермионы жили к востоку от Эльбы, но Помпоний не знал об их восточных соседях, по-видимому, предполагая, что они были сарматами, так как это было на границах Римской империи с нынешней Венгрией, и применял этот этноним ко всем негерманским племенам к северу от Дуная и к востоку от Эльбы..

### Великое переселение народов
В начале нашей эры началась эпоха Великого переселения народов, инициаторами которого, по мнению многих исследователей, стали готы, а затем гунны.
Аммиан Марцеллин (330—400 гг. н. э.), описывая гуннов, сообщает, что это племя обитает за Меотийским болотом (совр. Азовское море) в сторону Ледовитого океана, что они дошли до земли аланов, — древних массагетов. Самих алан Марцеллин помещает восточнее реки Танаис (совр. Дон) на неизмеримых пространствах скифских пустынь, а савроматов севернее Истра (совр. Дунай), говоря, что тот, пополнившись водой притоков, протекает мимо савроматов, область которых простирается до Танаиса. Из этого видно, что Аммиан Марцеллин отличает савроматов от алан.
Аврелий Виктор в произведении «О цезарях» пишет, что во время провозглашения цезарем Константа (ок. 320—350 гг.) были разгромлены полчища готов и сарматов. Сократ Схоластик сообщает, что в год смерти Валентиниана (321—375 гг.) сарматы напали на Римскую империю, перейдя Дунай в области Реция.
Между 370-м и 380-м годами гунны громят остготов, а перед тем, со слов Иордана, перейдя Меотиду, подчиняют себе аланов, обессилив их частыми набегами..

### Сарматия Птолемея
Клавдий Птолемей в своём трактате «Руководство по географии» писал о Европейской и Азиатской Сарматиях, границей между которыми полагал реку Танаис.
После завоевания Европейской Скифии сарматы приобрели славу одного из наиболее могущественных народов древнего мира. Вся Восточная Европа вместе с Кавказом получила название Сарматии. Установив своё господство в европейских степях, сарматы стали налаживать мирное сотрудничество с земледельческими народами, оказывали покровительство международной торговле и греческим городам Причерноморья. Политические объединения сарматских племён заставили считаться с собой ближних и дальних соседей от Китая до Римской империи.
Начиная со II века до н. э. сарматы всё чаще и чаще фигурируют в трудах греческих, римских и восточных авторов. Историк Страбон называет их племена — языги, роксоланы, аорсы, сираки, аланы; Тацит пишет об опустошительном набеге роксолан на дунайскую провинцию Римской империи Мезию в 68 году н. э., где они «изрубили две когорты»; сосланный в город Томы в 8 году н. э.; поэт Овидий с тоской и страхом описывает в своих «Скорбных элегиях» сарматов под городом — «враг, сильный конём и далеко летящей стрелою, разоряет … соседнюю землю»; Иосиф Флавий и Арриан оставили сообщения о войнах аланов в I и II веках в Армении и Каппадокии — «суровые и вечно воинственные аланы».

#### «Европейская Сарматия»
Западные сарматские племена — роксаланы и языги — занимали степи Северного Причерноморья. Около 125 года до н. э. они создали мощную, хотя и не очень прочную федерацию, возникновение которой объясняют необходимостью противостоять давлению восточных сарматских племён. По-видимому, это было типичное для кочевников раннее государство во главе с племенем царских сарматов. Однако повторить государственный опыт скифов западным сарматам не удалось — с середины I века до н. э. они действовали как два самостоятельных союза. В степях между Доном и Днепром кочевали роксоланы, к западу от них — между Днепром и Дунаем — жили языги.
В первой половине I века новой эры языги продвинулись на Среднедунайскую низменность, где заняли междуречье Дуная и Тисы (часть нынешней территории Венгрии и Сербии). Вслед за языгами к границе Римской империи подошли роксоланы, большая часть которых поселилась в нижнем течении Дуная (на территории современной Румынии). Западные сарматы были беспокойными соседями Рима, они выступали то его союзниками, то противниками и не упускали случая вмешаться в междоусобную борьбу внутри империи. Как и подобает в эпоху военной демократии, сарматы рассматривали Рим как источник богатой добычи. Способы её приобретения были разными: грабительские набеги, получение дани, военное наёмничество.
Начиная со второй половины I века, сарматы, откликнувшись на призыв царя Дакии Децебала, принимают участие в дакийских войнах. В 87 году римская армия под командованием Корнелия Фуска вторгается в Дакию. В битве при Тапае римляне терпят поражение. Даки добились от Рима выплаты ежегодных субсидий в обмен на участие в обороне римских границ. Часть этих субсидий получали и языги. Роксоланы и языги являлись верными союзниками даков и принимали участие во всех военных компаниях даков против римлян, включая первый дакийский поход Траяна и второй дакийский поход Траяна, вплоть до лета 106 года, когда римские войска, возглавляемые императором Траяном, окончательно захватили Дакию и её столицу Сармизегетузу. Понесшие огромные потери, языги так и не смогли восстановить былое могущество. Теперь лидерство перешло к роксоланам — племенам, жившим восточнее, а потому не подпавшим под римскую оккупацию. После падения Дакии римляне ещё какое-то время продолжали выплату дани роксоланам, однако вскоре отказались от этого. Прекратив получать дань, роксоланы и языги в 117 году вторглись в дунайские провинции Рима. После двухлетних набегов Римская империя, желавшая покоя у своих восточных границ, была вынуждена возобновить плату роксоланам. Мирный договор римляне заключили с царём Распараганом, который имел два титула — «царь роксоланов» и «царь сарматов». Возможно, это говорит о том, что языги и роксоланы формально сохраняли единую верховную власть. Чаще всего они выступали в тесном союзе, хотя языги занимали равнины Среднего Дуная, а роксоланы расположились на Нижнем Дунае и в Северо-Западном Причерноморье. Завоевав даков, живших между языгами и роксоланами, римляне попытались разрушить их связи и даже запретить общение между ними. Сарматы ответили на это войной.
Особенно упорной была борьба сарматов с Римом в 160-е и 170-е годы. Известны условия мирного договора, который языги в 179 году заключили с императором Марком Аврелием. Война надоела как римлянам, так и сарматам, в стане которых боролись две партии — сторонники и противники соглашения с Римом. Наконец, мирная партия победила, и царь Банадасп, вождь сторонников войны, был взят под стражу. Переговоры с Марком Аврелием возглавил царь Зантик. По договору языги получили право проходить к роксоланам через римские земли, но взамен обязались не плавать на судах по Дунаю и не поселяться вблизи границы. Впоследствии римляне отменили эти ограничения и установили дни, по которым сарматы могли переходить на римский берег Дуная для торговли. Языги вернули Риму 100 тысяч пленных.
Восьмитысячный отряд языгской конницы был принят в римскую армию, при этом часть всадников отправлялась служить в Британию. По версии некоторых учёных, например Жоржа Дюмезиля, именно эти сарматы явились источником кельтских мифов о короле Артуре и рыцарях круглого стола.
Столкновения сарматов с Римом происходили и позже. Мир сменялся войной, за которой вновь следовало сотрудничество. Сарматские отряды поступали на службу в римскую армию и к королям германских племён. Группы западных сарматов расселялись в римских провинциях — на территории нынешних Венгрии, Румынии, Болгарии, Югославии, Франции, Италии, Великобритании.

#### «Азиатская Сарматия»
Восточные сарматские союзы аорсов и сираков населяли пространства между Азовским и Каспийским морями, на юге их земли простирались до Кавказских гор. Сираки занимали приазовские степи и северокавказскую равнину к северу от Кубани. Предгорные и равнинные районы Центрального Предкавказья тоже принадлежали сиракам, но на рубеже новой эры их потеснили аорсы. Аорсы кочевали в степях от Дона до Каспия, в Нижнем Поволжье и Восточном Предкавказье. За Волгой их кочевья доходили до Южного Приуралья и степей Средней Азии.
По словам древнегреческого географа и историка Страбона, аорсы и сираки «частью кочевники, частью живут в шатрах и занимаются земледелием».
Наиболее высоким уровнем общественного развития отличались сираки, которые подчинили на Северо-Западном Кавказе земледельцев-меотов и создали своё государство. Одной из резиденций сиракских царей был город Успа, находившийся недалеко от восточного побережья Азовского моря.
Аорсов, которые жили в степях Прикаспия и Предкавказья, называли «верхними аорсами». Они господствовали над западным и северным побережьем Каспийского моря и контролировали торговые пути, шедшие через Кавказ и Среднюю Азию. Могущество и богатство аорсов уже в древности объясняли участием в международной торговле. В Китае страна аорсов называлась «Янтсай» — через неё шёл путь, соединявший Китай и Среднюю Азию с Восточной Европой и морской торговлей по Чёрному и Средиземному морям.
О взаимоотношениях сираков с аорсами известно мало. В середине I века до н. э. они были союзниками и совместно оказывали военную помощь боспорскому царю Фарнаку. В середине I века новой эры, во время борьбы за престол между боспорским царём Митридатом VIII и его братом Котисом, аорсы и сираки выступают как враги. Сираки поддержали Митридата, аорсы вместе с римлянами оказались на стороне Котиса. Объединённые войска римлян, аорсов и боспорской оппозиции захватили сиракский город Успу. Эти события описал римский историк Корнелий Тацит. Он рассказывает, что после падения Успы царь сираков Зорсин «решил предпочесть благо своего народа» и сложил оружие. Лишившись союзников, Митридат вскоре прекратил сопротивление. Не желая попасть в руки римлян, он сдался царю аорсов Евнону. Тацит пишет: «Он вошёл в покои царя и, припав к коленям Евнона, говорит: Перед тобой добровольно явившийся Митридат, которого на протяжении стольких лет преследуют римляне».
Аланы — союз кочевых восточно-сарматских ираноязычных племён, оказавшийся в поле зрения античных авторов в середине I века. Термин «алан» происходит от древнеиранского слова «ариана», популярного в этнонимике скифо-сарматского населения.
Аланы особенно выделялись воинственностью среди восточных сарматских союзов, возглавляемых аорсами. Упоминаниями о «неукротимых», «храбрых», «вечно воинственных» аланах пестрят источники той поры. Античная традиция упоминает их и в низовьях Дуная, и в Северном Причерноморье, и в степях Предкавказья.
Во II веке упоминается «Алания» как территория, заселённая аланами. Тогда же река Терек получила название «Алонта». Не позднее середины III века в китайских летописях прежние владения аорсов, локализуемые в арало-каспийских степях, переименовались в «Аланья». Одновременно со страниц источников исчезли названия иных сарматских племён. Всё это вехи процесса, суть которого заключалась в том, что аланы, по словам автора IV века Аммиана Марцеллина, «мало-помалу постоянными победами изнурили соседние народы и распространили на них своё имя».
Аланы совершали походы через Кавказ, пользуясь как Дарьяльским («Аланские ворота»), так и Дербентским проходами, разоряя Кавказскую Албанию, Атропатену и доходя до Каппадокии, как это было в 134 году. Установив контакт с некоторыми северокавказскими горскими племенами, они стали подлинным бичом Закавказья. Отголоски этих событий сохранились, кроме античных, в грузинских хрониках. Правитель Каппадокии Флавий Арриан счёл важным создать труд «Аланская история».
Аланы принимали активное участие в делах Боспорского царства. В Фанагории существовала группа аланских переводчиков. Воинский авторитет алан был так значителен, что в Римской империи создали специальное военное пособие — руководство для борьбы с ними, а римская кавалерия заимствовала ряд тактических приёмов аланской конницы.
В I и II веке сираки понесли значительные людские потери в войнах с аорсами, римлянами и боспорянами. Согласно выводам П. У. Аутлева и Н. В. Анфимова, большая часть оставшихся в живых сираков подверглись эллинизации в Боспорском царстве, и далее они участвовали в формировании этноса аланов, а меньшая часть сираков была ассимилирована меотами. Именно такие исторические события, по мнению П. У. Аутлева, стали причиной появления в Нартском эпосе такого героя, как нарт Саусырык (что понималось им, как «смуглый сирак»).

### Сарматские правители
- Скопасис — возглавлял савроматов в 512 году до н. э.
- Мидоссак (Медосак) — царь сарматов в III веке до н. э., муж Амаги
- Амага — царица сарматов в III веке до н. э.
- Гатал — царь сарматов в 1-й половине II века до н. э. Известен по соглашению 179 года до н. э.
- Тазий — царь роксоланов в конце II — первой половине I века до н. э.
- Спадин — царь аорсов в середине I века до н. э.
- Абеак — царь сираков в середине I века до н. э.
- Эвнон — царь аорсов во 2-й четверти I века.
- Зорсин — царь сираков, побеждённый Эвноном.
- Умабий — царь аорсов, упомянутый в надписи под 62 г.
- Фарзой — царь (предположительно сарматов — аорсов или роксоланов) в 50-е — 70-е годы.
- Инисмей — царь (предположительно сарматов — аорсов или роксоланов), вероятно сын Фарзоя, в 70-е — 80-е годы.
- Сусаг — царь роксоланов, союзник Дакии в войне против Рима в 101—102 годах.
- Распараган — царь роксоланов и сарматов после 117 года. Умер и похоронен в Риме.
- Равсимод — царь приазовских савроматов (роксоланов?). В 332 году совершил нападение в Паннонию.

Цари языгов (в Среднем Подунавье, в бассейне р. Тиссы):
- Гесандр — вождь языгов в Приазовье в I веке (до переселения в Подунавье).
- Банадасп — царь языгов до 180 г.
- Зантик — вторая половина II века.
- Зизаис — царь сарматов (языгов) в 350-е годы. Его вассалы: Румон, Зинафр, Фрагимед[46]
- Бевка (Бука) — до 469 г.
- Бабай (Банай) — до около 472 г.

Цари Алании (до XII века).
- Базук — ок. 57 г. воевал в Закавказье.
- Амбазук — ок. 57 г. воевал в Закавказье.
- Баракад — один из царей I века, «второй» по достоинству (то есть подчинённый «первому»).
- Шапух — I век.
- Гигиан (Датианос) — I век.
- Кизо — предводитель (вероятно аланский царь) похода на Парфию 132 года.
- Ферош (Перош) — ок. 293 г.
- Кавтия (Кавция) — ок. 293 г.
- Ашхадар — начало IV в. Отец Ашхен — жены армянского царя Трдата III.
- Саросий (Сародий) — середина VI века.
- Итаз (Итаксис) — в начале VIII века воевал с Абхазией.
- Урдур — первая треть XI века.
- Дорголел (Дургулел) Великий — XI век.
- Росмик — начало XII века.
- Худдан — XII век.

## Палеогенетика
Ранний сармат из Покровки (V—II вв. до н. э.) на юго-западном Урале имел Y-хромосомную гаплогруппу R1b1a2a2-CTS1078.
У двух образцов II—III веков с Северного Кавказа, принадлежащих к сарматской культуре, была определена Y-хромосомная гаплогруппа J1 (M267+) и митохондриальные гаплогруппы H1c21 и K1a3. Анализ антропологического материала, связываемого с сармато-аланскими этническими подразделениями II—IX веков, установил наличие Y-хромосомных гаплогрупп: G2a (P15+), R1a1a1b2a (Z94+, Z95+), J1 (M267+) и J2a (M410+). Женскую линию характеризуют митохондриальные гаплогруппы: I4a, D4m2, H1c21, K1a3, W1c и X2i. Исследование аутосомных маркёров показало, что, несмотря на наличие примесей разных направлений, в целом можно говорить о том, что в данных результатах обнаружены типичные европейские генотипы.
У североказахстанского сармата была обнаружена Y-хромосомная гаплогруппа I2. У двух средних сарматов были найдены Y-хромосомные гаплогруппы R1a1a1b2a2b2-Y57>Y52 и Q1b1a3-L330>Q-YP771, генетически средние сарматы не имели ничего общего с поздними сарматами (аланами). Другое исследование также показало, что сарматы, как и многие кочевые народы «железного века», имели смешанное происхождение. Большинство изученных в этом исследовании представителей сарматов несли Y-хромосомную гаплогруппу R1b (R1b1b2-PH200 у образца DA136).

## Антропология
Антропологически сарматы относились к европеоидам с незначительной монголоидной примесью. Нередко европеоидное, резко-профилированное строение носа и переносья сочеталось с уплощённым лицом. Внешность сарматов была вскользь упомянута Тацитом в его труде «Германия», где им описывались племена феннов, венедов и бастарнов. Он пишет, что из-за смешанных браков их облик становится «всё безобразней», и они приобретают «черты сарматов». Из контекста можно предположить, что внешность сарматов для него считалась отталкивающей.
Антропологический тип сарматов изменялся во времени, что связывается с притоком населения с востока. Во II—I веках до н. э. увеличивается доля длинноголовых европеоидов, принесших среднеазиатские элементы культуры. Ещё более массовый приток населения на рубеже эр характеризуется южносибирскими монголоидно-европеоидными чертами. Наконец, в первые века нашей эры миграционный поток представлял собой преимущественно мужское долихокефальное европеоидное население, окончательно ассимилировавшее субстратных брахикефалов. Сарматы Нижнего Поволжья, будучи долихокранными, на среднем этапе характеризовались уплощённым лицом, а на позднем — резко профилированным, что связывают с миграцией кочевников из Средней Азии или Южной Сибири.
Крайне широко был распространён обычай искусственной деформации головы.

## Археология
С сарматами связывают сарматскую археологическую культуру, преимущественно представленную погребальными курганами. В её рамках выделяют три отдельных (хронологически последовательных) культуры: раннесарматскую («прохоровскую»), среднесарматскую («сусловскую»), позднесарматскую.
Раннесарматская культура датируется IV—II вв. до н. э. Своё название она получила в связи с курганами расположенными у села Прохоровка (Шарлыкский район Оренбургской области), раскопанными крестьянами в 1911 году. Указанные курганы были доисследованы С. И. Руденко в 1916 году. М. И. Ростовцев, опубликовавший материал раскопок у с. Прохоровка, впервые отождествил памятники этого типа с историческими сарматами, датировав их III—II вв. до н. э. Классическое понятие «Прохоровская культура» было введено Б. Н. Граковым для аналогичных памятников на территории Поволжья и Приуралья. Некоторыми современными исследователями наиболее поздние памятники, относимые к прохоровской культуре, датируются рубежом эр.
Среднесарматская (сусловская) культура была выделена П. Д. Рау в 1927 году. В его периодизации подобные памятники составили ступень A («Stuffe A») и относились к раннесарматскому времени. Он датировал эти памятники (большая часть которых происходила из Сусловского курганного могильника, расположенного в Советском районе Саратовской области) концом II — концом I в. до н. э. В периодизации Б. Н. Гракова аналогичные комплексы получили название сарматской или сусловской культуры. И далее, в работах К. Ф. Смирнова, за ними утвердилось современное название «среднесарматская культура».

### Захоронения
Курганы кладбища — курганы, в которых несколько погребений расположены по определённому правилу: либо по кольцу, либо в ряд. Погребённые лежат в прямоугольных ямах, вытянуто на спине, головой к югу. Из вещественных находок обычно встречаются мечи и кинжалы с серповидным навершием, бронзовые и железные наконечники стрел, ворворки и пряжки от портупейного набора, лепная керамика, бронзовые зеркала, костяные проколки, пряслица, костяные ложечки.

## Материальная культура

### Одежда
Основной одеждой сарматов были длинные просторные штаны, кожаные куртки, сапоги из мягкой кожи и островерхие войлочные шапки (башлык).
По свидетельствам древних историков, сарматы «племя воинственное, свободное, непокорное и до того жестокое и свирепое, что даже женщины участвовали в войне наравне с мужчинами» (Римский географ I века новой эры Помпоний Мела).

### Жилища
Сарматы, по сообщениям древних авторов, были кочевниками. Жилищем им служили шатры и кибитки. «Сарматы не живут в городах и даже не имеют постоянных мест жительства. Они вечно живут лагерем, перевозя имущество и богатство туда, куда привлекают их лучшие пастбища или принуждают отступающие, или преследующие враги» (Помпоний Мела).
Во время перекочёвок сарматы перевозили своих детей, стариков, женщин и имущество в кибитках. Как сообщает греческий географ конца I века до н. э. — начала I века н. э. Страбон: «Кибитки номадов (кочевников) сделаны из войлока и прикреплены к повозкам, на которых они живут, вокруг кибиток пасётся скот, мясом, сыром и молоком которого они питаются».

## Духовная культура

### Общественный строй
По-видимому, форма правления у сармат представляла собой военную демократию, однако прямых свидетельств о структуре верховной власти в сарматских племенах начала эры нет. При характеристике верховной власти чаще всего употребляют термин «скептух», значение которого не вполне ясно, так как он прилагался и к племенным вождям, царям, военачальникам, и к придворным сановникам (в частности, при ахеменидском дворе).

### Положение женщин
Особенностью савроматов было высокое положение женщин, их активное участие в общественной жизни и военных действиях. Древние писатели часто называют савроматов женоуправляемым народом. Геродот пересказал легенду об их происхождении от браков скифских юношей с амазонками — легендарным племенем женщин-воительниц. Савроматские женщины могли возглавлять племена и исполнять жреческие функции. Учёные полагают, что савроматский род был материнским, и счёт родства на этапе разложения родового строя велся ещё по женской линии. Впоследствии, когда на основе савроматских племен возникли новые сарматские союзы, признаки «матриархата» исчезли. Сарматское общество стало «патриархальным».
Знатные женщины нередко выполняли почётные жреческие функции. Показательно, что в могилу умершей женщины, даже девочки, нередко клали, кроме украшений, ещё и предметы вооружения. Родовое кладбище, как правило, формировалось вокруг более раннего захоронения знатной женщины — предводительницы или жрицы, которую родичи почитали как праматерь.
О сарматских женщинах-воительницах сообщали античные авторы, жившие в ту эпоху. Так, греческий историк Геродот отмечал, что их женщины «ездят верхом на охоту с мужьями и без них, выходят на войну и носят одинаковую с мужчинами одежду… Ни одна девушка не выходит замуж, пока не убьёт врага». Псевдо-Гиппократ также сообщал, что сарматские женщины ездят верхом, стреляют из луков и мечут дротики. Он приводит и такую удивительную деталь: у девушек нередко удаляли правую грудь, чтобы вся сила и жизненные соки перешли в правое плечо и руку и сделали бы женщину сильной наравне с мужчиной. Сарматские женщины-воительницы, вероятно, послужили основой древнегреческих легенд о загадочных амазонках.

### Религия
Образ животных, особенно барана, занимал видное место в религиозно-культовых представлениях сарматов. Часто барана изображали на ручках сосудов, мечей. Баран являлся символом «небесной благодати» (фарна) у древних народов. Также у сарматов был распространён культ предков.
Греко-иранский религиозный синкретизм сказался в культе греко-сарматской богини Афродиты-Апутары (обманщицы). Было ли её святилище в Пантикапее — неизвестно, но на Тамани оно было в местечке Апутары. В культе Афродиты-Апутары много родственного с азиатским культом Астарты.
Едва ли не единственными памятниками тысячелетнего пребывания сарматов являются многочисленные курганы, достигающие порой 5—7 метров в высоту. Савроматские и сарматские курганы чаще всего располагаются группами на высоких местах, вершинах холмов, сыртов, откуда открывается широкая панорама необъятных степей. Они очень заметны, и поэтому ещё в древности эти курганы стали привлекать внимание грабителей и кладоискателей.

## Язык
Длительное присутствие сарматов не прошло бесследно для юга Украины и России. От них сохранились остатки живого языка, и, по словам академика Соболевского, они даже передали названия больших рек протославянам, а именно: Днестр, раньше Дънестр — сарматское Danastr или Danaistr; Днепр — Дънепр — Danaper; Дон (вода/река) от сарматского «dānu», осетинского дон (вода/река), «str»-«штыр»-«стыр» (большой/большая). Названия многих других речек являются переводом с сарматского.
В Башкортостане есть река Ашкадар (ср.: персидское ашка — «белый, чистый», дарья — «река»), в Оренбургской и Челябинской областях — речки Санга (топоним сопоставляется с таджикским санг — «камень, каменистый»).
Некоторые историки предполагали, что сарматы являются основными предками восточных и южных славян, но эта теория отвергнута большинством учёных, которые указывали на явные отличия культуры сармат от культуры древних славян.

## Военное дело
Сарматы считались прекрасными воинами, широко распространено мнение, что именно они создали тяжёлую конницу, их оружием были мечи и копья. Появившись сначала в Нижнем Поволжье, сарматский меч, длиной от 70 до 110 см, вскоре распространился по всем степям. Он оказался незаменимым в конном бою.
Сарматы были серьёзными противниками для своих соседей. «…у сарматов имеет значение не один голос вождя: они все подстрекают друг друга не допускать в битве метания стрел, а предупредить врага смелым натиском и вступить в рукопашную» (Корнелий Тацит). Однако сарматы редко появлялись перед врагами пешими. Они всегда были на конях. «Замечательно, что вся доблесть сарматов лежит как бы вне их самих. Они крайне трусливы в пешем бою; но, когда появляются конными отрядами, вряд ли какой строй может им противиться».
Сарматы были очень ловкими воинами. Сарматы-воины были вооружены длинными пиками, носили панцири из нарезанных и выглаженных кусочков рога, нашитых наподобие перьев на льняные одежды. Они проезжали огромные пространства, когда преследовали неприятеля или когда отступали сами, сидя на быстрых и послушных конях, и каждый вел с собой ещё одну лошадь, или две. Они пересаживались с лошади на лошадь для того, чтобы давать им отдых.
Со II в. до н. э. исторические источники фиксируют появление у сарматов отрядов катафрактариев — конницы, вооружённой длинными копьями и защищенной, вместе с лошадьми, тяжелым защитным снаряжением.

### Военное дело сарматов в работах античных авторов
Сарматское военное искусство для своего времени находилось на высоком уровне развития. Сарматскую стратегию и тактику, новейшие образцы вооружения перенимают скифы, боспорцы, и даже римляне.
В процессе восточной экспансии с кочевыми племенами столкнулись сначала греческие, а затем и римские колонисты. Греческие авторы уделяли больше внимания обычаям и истории варваров. Военное дело их интересовало в меньшей степени, так как их отношения с местным населением носили, скорее всего, мирный характер.
Военное искусство сарматов по большей части осветили римские историки. В описаниях Сарматии прослеживается много традиционных и легендарных моментов. Так, например, большинство авторов I—II вв. н. э. по традиции именует сарматов скифами или савроматами. До I в. до н. э. нет прямых сведений о военном деле сарматов, но так как время первого активного выступления кочевников на исторической арене выпадает на IV—III вв. до н. э., то следует рассмотреть документы, косвенно повествующие о различных сферах военного дела сарматов.

#### Краткие сообщения
Военные эпитеты и краткие упоминания о сарматах как о свирепых воинах появляются с I в. н. э. в сочинениях поэтов и философов. Римский поэт Овидий, отправленный в 8 г н. э. в ссылку на черноморское побережье в город Томы, одним из первых упоминал о сарматах как о свирепых воинах и сравнивал их с Марсом (Скорбные элегии, V, 7).
Некоторые обычаи «скифов и подобных им племен» описал Луций Анней Корнут, философ стоической школы, живший во времена Нерона. Автор уделял внимание неукротимой справедливости и военным упражнениям кочевых племен. Писатель также упоминал почитание бога войны Ареса.
О родстве номадов с богом войны упоминал и Дионисий Периэгет. Его работы относятся к I—II вв. н. э. Латинский автор описывает кочевников живущих вблизи Меотиды, и в их числе «племена савроматов, славный род воинственного Ареса» (Описание населённой земли, 652—710).
Поэт Гай Валерий Флакк Сетин Бальб оставил сведения, касающиеся «свирепой сарматской молодежи» и их «животного рева» (VI, 231—233).
Руф Фест Авиен, писал о «свирепом сармате» обитавшим вокруг Тавра (Описание круга земного, 852—891).
Клавдий Клавдиан упомянул сарматские конные отряды (Пангерик на третье консульство, VV, 145—150).
Евтропий, упоминал об истреблённом в Сарматии легионе. Вдобавок к этому он писал о войнах Диоклетиана с сарматами (VII, 23; IX, 25).

#### Описания кочевой конницы и сарматских набегов
Аристотель оставил одно из наиболее ранних сведений, относящихся к «благородству и благонравности» кочевой конницы: «Говорят, что у скифского царя была однажды благородная кобылица, от которой все жеребята были очень хороши. Желая, чтобы она родила от самого лучшего из них, царь подвёл его к матери для случки, жеребец не хотел, но когда кобылицу закрыли, то, не заметив, вскочил на неё. Когда же после случки открыли голову кобылице, то жеребец, увидев её, убежал и бросился с утесов» (Истории о животных, IX, 47).
В III в. до н. э. Антигон Каристский, также упомянул историю скифской кобылице (Свод невероятных рассказов, LIV, 59). Следующим кто дал небольшую характеристику коннице воинственных сарматов был Овидий. Он описывает диких коней и «сарматов, опасных конём» (Скорбные элегии, III, 10).
Гай Плиний Секунд Старший пишет: «Сарматы, собираясь в долгий путь, накануне не кормят лошадей, а дают им лишь немного попить, и таким образом они, сидя верхом, продвигаются непрерывно на расстояние 150 миль…» (4, 162). Он упоминает рассказ Аристотеля о «скифской кобылице», а также пишет о том, что скифы отдают предпочтение использованию на войне кобылиц (4, 156, 165).
Полиен, описывая военную операцию сарматской царицы Амаги, отмечает, что воины её отряда имели при себе двух сменных лошадей и таким образом смогли преодолеть расстояние в 1200 стадий (VIII, 56).
Одним из последних авторов писавших о кочевой коннице был Клавдий Элиан. Им очередной раз повторяется аристотелевский «рассказ о скифской кобылице» (О животных, IV, 7).
Античные авторы, описывая сарматскую конницу, большое внимание уделяли таким качествам как выносливость и благородство. По сведениям писателей сарматские кони могли проходить за день до 150 миль[каких?], что приравнивается[кем?] 220 км. Некоторые авторы упоминают сменных лошадей. Всё это позволяло кочевникам преодолевать значительные расстояния.
Овидий сообщает о том, что «враги налетают хищною стаей» (Скорбные элегии, V, 10), Иосиф Флавий описывает «стремительные набеги» сарматов на Мезию и на Мидию (О войне иудейской, VII, 4, 3; 7, 4).

#### Описания вооружения сарматов
Античные авторы большое внимание уделяли стрелам кочевников. Аристотель писал о рецепте скифского яда для стрел приготовленного из ехидны и человеческой крови (О чудесных случаях, 141). Почти дословно этот рассказ повторяет повествование Аристотеля, в его рассказе вместо компонента ехидны скифы используют змей (Рассказы о диковинах, 845а, 141).
Теофраст пишет о «смертоносных растениях, которыми смазывают стрелы». Как повествует античный ботаник, одни яды сразу убивают, от действия других человек умирает от истощения. (Теофраст, О растениях, XV, 2).
Огромное значение стрелам придаёт Овидий. Поэт неоднократно упоминает ядовитые крючковатые стрелы номадов (Скорбные элегии, III, 10; V, 7, 10; Письма с Понта, IV, 7, 10). Один колчан он даже отсылает в подарок своему другу Фабию Максиму с письмом (Письма с Понта, III, 8).
Павсаний повествует о сарматских костяных наконечниках стрел (Описание Эллады, I, 21, 5). Плиний Старший также пишет о том, что скифы смачивают ядом свои стрелы (Естественная история, 2, XI, 279). Об этом же пишет и Клавдий Элиан (О животных, IX, 15).
Описание традиционного оружия ближнего боя — меча и копья также представлено в работах античных авторов. Овидий пишет о сарматах вооружённых ножами (Скорбные элегии, V, 7). Иосиф Флавий упоминает сарматский меч (О войне иудейской, VII, 7, 4), Валерий Флакк описывает «управляющего огромной пикой сармата» (Аргонавтика, VI, 20), Павсаний пишет о костяных копьях (Описание Эллады, I, 21, 5). Клавдий Клавдиан также пишет о сарматских копьях (О консульстве Стилихона, I, 122).
Довольно часто античные авторы упоминают в своих работах об использовании сарматами аркана. Его использовали либо для захвата пленных, либо для сбрасывания всадника с коня. Иосиф Флавий пишет о попытке пленения арканом армянского царя Тринидада (О войне иудейской, VII, 7, 4). Павсаний отмечает то, что «на врагов сарматы накидывают арканы и затем, повернув лошадей вспять, опрокидывают попавших в арканы» (Описание Эллады, I, 21, 5).
Наиболее позднее упоминание об использовании кочевниками арканов встречается у епископа Македонского Амвросия, жившего в V веке н. э. Епископ пишет о том что «аланы искусны в обычае накинуть петлю на шею врага» (О разрушении Иерусалима, V).
Первое упоминание, относящееся к защитному вооружению кочевников, принадлежит Теофрасту Эресскому. В трактате «О водах» он пишет: «Таранд водится в Скифии или Сарматии, мордою похож на оленя… Кость его обтянута кожей, откуда и растёт шерсть. Кожа толщиной в палец и очень крепка, потому её высушивают и делают панцири» (О водах, 172).
Интересное описание доспеха оставил Павсаний: «Панцири делают они следующим образом: каждый из них держит много лошадей…. Лошадей они употребляют не только для войны, но и приносят в жертву туземным богам и употребляют в пищу. Их копыта они собирают, очищают, разрезают и делают из них нечто вроде змеиной чешуи. Кому не случалось видеть змеи тот, наверное, видел ещё зелёные сосновые шишки, итак с бороздками, виднеющимися на сосновых шишках можно, пожалуй, безошибочно сравнить то, что делают из копыт. Эти пластинки они просверливают, сшивают лошадиными и бычьими жилами и употребляют в качестве панцирей, которые ни красотой, ни крепостью не уступают эллинским, они выдерживают даже удары и раны, наносимые в рукопашной» (Описание Эллады, I, 21, 5).
Клавдий Элиан аналогично Теофрасту описывал животное Таранд, но в его рассказе кочевники обтягивали шкурой щиты, а не делали из неё панцири (О животных, II, 16).

#### Полномасштабные описания военного дела и военных обычаев сарматов
Страбон описывает разгром 50 тысячного войска «воинственных» роксоланов, а также отмечает и то, что кочевники «носят шлемы и панцири из сырой воловьей кожи и сплетённые из прутьев щиты, а наступательным оружием им служат копья, лук и меч» (VIII, 3, 17). Географ приводит численность войск сираков и аорсов, пишет о господстве последних над большей частью каспийского побережья (V, 8).
Публий Корнелий Тацит повествует о неудачном сарматском набеге на Мезию в 69 году н. э. (История, I, 79). Упоминая, что мало кто может противостоять конным сарматским ордам, Тацит описал разгром девятитысячного войска кочевников вспомогательными силами третьего легиона. В описании вооружения сарматов Тацит упоминает пики и длинные мечи, которые сарматы держат обеими руками, а также тяжёлые панцири вождей и знати, состоящие из пригнанных друг к другу пластин или из самой твёрдой кожи. При этом он уточняет, что кочевники совсем не пользуются щитами.
Большое значение имеют труды римского историка и выдающегося государственного деятеля Флавия Арриана, управлявшего в 131—137 годах Каппадокией. В 135 году Арриан отражает аланский набег. Битва римских легионов с сарматами не состоялась — армия Каппадокии выступила к восточной границе, а кочевники решили не рисковать и отступили. В результате «столкновения с аланами» у Арриана родился интерес к своим противникам и он посвятил событиям 135 года «Диспозицию против Аланов». Описывая сценарий несостоявшейся битвы, Арриан характеризует сарматское вооружение и тактику (Диспозиция против аланов, 17, 28, 30, 31). Сарматы у Арриана пользуются щитами и пиками, облачены в доспехи, используют различные тактические приёмы во время боя — ложное отступление, захват в кольцо.
Ещё одно произведение Арриана также повествует о военном деле сарматов (Тактика, 47, 16,6, 35,3). В «Тактике», историк упоминает всадников, вооружённых дротиками и атакующих на аланский манер, клинообразные построения кочевой конницы, а также воинские значки в виде драконов. Знамёна «не только своим видом причиняют удовольствие или ужас, но полезны и для различения атаки и для того, чтобы разные отряды не нападали один на другой».
Аммиан Марцеллин описывал некоторые военные обычаи сарматов. С самого рождения кочевники учатся верховой езде, постоянно тренируются, поклоняются мечу. У них считается счастливым тот, кто испускает дух в сражении. Также Марцеллин даёт описание обычая скальпирования врагов и украшения этими скальпами сарматских лошадей.

## Сарматизм
С середины XVI века польские гуманисты начинают высказывать мысль о том, что польская шляхта происходит от сарматов, древнего степного народа, известного из греческой и римской этнографии. В XVII веке этот тезис стал основой идеологии польской знати — шляхты, сарматизма (своего рода социальный расизм: аристократия считалась потомками сарматов, а простонародье — славян и литвинов). В искусствоведении есть специальный термин «сарматский портрет»: на протяжении XVII и XVIII веков польские аристократы желали, чтобы художники изображали их «сарматами».